# El malvado Carabel (pel·lícula de 1935)
El malvado Carabel és una pel·lícula de 1935 dirigida per Edgar Neville amb l'argument basat en la novel·la homònima de Wenceslao Fernández Flórez. En el repartiment hi figuraren actors com Antonio Vico Camarero i Antoñita Colomé. Anys més tard es rodaria una nova adaptació del llibre, rodada per Fernando Fernán Gómez i estrenada en 1956.

## Sinopsi
Carabel és acomiadat injustament del seu treball a la banca Aznar y Bofarull quan denuncia una estafa de la que serà víctima la seva empresa. Aleshores decideix convertir-se en malvat per sobreviure i roba una caixa forta, però no la pot obrir i la torna. Quan és readmès planeja un altre robatori però la seva consciència li impedeix dur-lo a terme.

## Repartiment
- Antoñita Colomé - Germana
- Antonio Vico - Amaro Carabel
- Francisco Alarcon - Banquer Aznar
- Juan Barajas - Azpitarte
- Mary Cruz - Srta. Robledillo
- Rafael María de Labra
- José María Lado
- Cándida Losada - Silvia
- Juana Mansó - Dueña de la pensión
- Consuelo Medina
- Alejandro Nolla - Banquer Bofarull
- Antonio Palacios - Doctor Enríquez
- Pepito Ripoli - El niño
- Luisa Sala
- Elías Sanjuán - El huésped
- Ana de Siria - Sra. Robledillo
- Amalia Sánchez Ariño - Doña Nieves
- Juan Torres Roca - Olalla